# Lijst van voetbalinterlands Lesotho - Sao Tomé en Principe
Deze lijst van voetbalinterlands is een overzicht van alle officiële voetbalwedstrijden tussen de nationale teams van Lesotho en Sao Tomé en Principe. De landen speelden tot op heden twee keer tegen elkaar. De eerste ontmoeting was een kwalificatieduel voor de Afrika Cup 2013 op 15 januari 2012 in Sao Tomé. Het laatste onderlinge duel, de returnwedstrijd in dezelfde kwalificatiereeks, werd gespeeld in Maseru op 22 januari 2012.

## Wedstrijden
| № | Plaats   | Datum           | Competitie                   | Wedstrijd                      | Uitslag |
| - | -------- | --------------- | ---------------------------- | ------------------------------ | ------- |
| 1 | Sao Tomé | 15 januari 2012 | Afrika Cup 2013 kwalificatie | Sao Tomé en Principe − Lesotho | 1 − 0   |
| 2 | Maseru   | 22 januari 2012 | Afrika Cup 2013 kwalificatie | Lesotho − Sao Tomé en Principe | 0 − 0   |

## Samenvatting
| Competitie              | Totaal gespeeld | Winst Lesotho | Gelijk | Winst Sao Tomé en Principe | Doelsaldo Lesotho – Sao Tomé en Principe |
| ----------------------- | --------------- | ------------- | ------ | -------------------------- | ---------------------------------------- |
| Afrika Cup-kwalificatie | 2               | 0             | 1      | 1                          | 0 − 1                                    |
| Totaal                  | 2               | 0             | 1      | 1                          | 0 − 1                                    |

LFA · 
Lesothaans vrouwenelftal
Interlands
Tegenstander:
Algerije ·
Angola ·
Benin ·
Botswana ·
Burkina Faso ·
Burundi ·
Centraal-Afrikaanse Republiek ·
Comoren ·
Congo-Kinshasa ·
Ethiopië ·
Gabon ·
Gambia ·
Ghana ·
Guinee ·
Ivoorkust ·
Kaapverdië ·
Kameroen ·
Kenia ·
Laos ·
Liberia ·
Libië ·
Madagaskar ·
Malawi ·
Maleisië ·
Marokko ·
Mauritanië ·
Mauritius ·
Mozambique ·
Myanmar ·
Namibië ·
Niger ·
Nigeria ·
Oeganda ·
Rwanda ·
Sao Tomé en Principe ·
Senegal ·
Seychellen ·
Sierra Leone ·
Soedan ·
Swaziland ·
Tanzania ·
Togo ·
Zambia ·
Zimbabwe ·
Zuid-Afrika
FSF · 
Santomees vrouwenelftal
Interlands
Tegenstander:
Angola ·
Benin ·
Centraal-Afrikaanse Republiek ·
Congo-Brazzaville ·
Equatoriaal-Guinea ·
Ethiopië ·
Gabon ·
Ghana ·
Guinee-Bissau ·
Kaapverdië ·
Kameroen ·
Lesotho ·
Liberia ·
Libië ·
Madagaskar ·
Malawi ·
Marokko ·
Mauritius ·
Namibië ·
Nigeria ·
Oeganda ·
Sierra Leone ·
Soedan ·
Togo ·
Tsjaad ·
Tunesië ·
Zuid-Afrika ·
Zuid-Soedan